# N'gban
 (octobre 2016).
Si vous disposez d'ouvrages ou d'articles de référence ou si vous connaissez des sites web de qualité traitant du thème abordé ici, merci de compléter l'article en donnant les références utiles à sa vérifiabilité et en les liant à la section « Notes et références ».
 (octobre 2016).
Les N'gban (ou Ngban) constituent un sous-groupe de l'ethnie Baoulé en Côte d'Ivoire. 

## Description
Ils sont originaires des sous-préfectures de Tie Ndiékro, Kpèbo et Taabo ainsi que dans le département de Toumodi (Kpouèbo, Dida-Yaokro, Dida-Kouadiokro, Didablé…).
Présent sur les terres d'après la comoe, les N'gban ont combattu le colon blanc avant le 18e siècle. A l'origine ils s'appelaient les Assaclat. Inspirateur de plusieurs autres sous groupe baoulé (nanafoue, ahetou etc)... Après avoir combattu les peuples gouro, djimini, lobi et tagbana, ils ont fixé les frontières du royaume baoulé. Gohi sur la route de Sinfra constitue une de ses frontières. Ils ont ouvert un centre commercial qui est Tiassale et contribue à l'installation des autres canton baoulé. Les plus connus sont : Akafou Yah connu sous le prénom de blalè, Atta Kouadjani,fondateur des familles Kadjane en Terre Agni et Baoulé et du village de Kadjanekro après brobo en allant à mbahiakro sur l'axe Bouaké Mbahiakro, les frères Tanoh (Kouadio, konan, N'guessan et Ndri). Tous fondateur de village. Mis au grand jour par leurs révolte contre la construction du chemin de fer, les N'gban ont une histoire bien différente du royaume Baoulé en général.[réf. nécessaire]